# Fulton, Illinois
Fulton là một thành phố thuộc quận Whiteside, tiểu bang Illinois, Hoa Kỳ. Năm 2010, dân số của thành phố này là 3481 người.

## Dân số
Dân số qua các năm:
- Năm 2000: 3881 người.
- Năm 2010: 3481 người.